# Rollon
Ne doit pas être confondu avec Roland.
Rolf le Marcheur, fréquemment latinisé en Rollon (ou plus rarement Robert Ier le Riche), né en Scandinavie vers 846 et mort à Rouen vers 932, est un seigneur viking. Le qualificatif « le Marcheur » viendrait du fait que, en raison de sa haute taille et de sa corpulence robuste, aucun cheval ne pouvait le supporter ; il était donc contraint de se déplacer à pied.
Banni de Norvège par le roi Harald à la Belle Chevelure, il cherche fortune et pille le littoral de la Frise, de l'Austrasie puis de la Neustrie. Il participe sans doute, comme chef subalterne, au 
siège de Paris entre 885-887.
Devenu jarl des Normands de la Seine et comte de Rouen, suite au traité de Saint-Clair-sur-Epte conclu avec le roi des Francs Charles le Simple en 911, Rollon participe à la première vague d'expansion de son territoire, qui constituera, plus tard, le duché de Normandie. Considéré également comme le premier duc de Normandie, il est à l'origine des Rollonides.
Il est assez difficile de fixer la trame de la vie de Rollon, car elle est l'objet de récits légendaires, voire hagiographiques.

## Noms et surnoms de Rollon
Rollon (Rollo en latin, Hrólfr en vieux norrois) est parfois appelé Robert Ier le Riche, Robert étant le nom qu'il reçut à son baptême. Les textes médiévaux le nomment volontiers Rhou ou Rou. La forme Rou résulte de l'évolution phonétique régulière de Hrólfr en dialecte normand, selon le schéma suivant : Hrólfr > Rolf > Rouf (cf. les noms de famille normands en -ouf) > Rou (voir également Osouf, variante Auzou ou Ingouf, variante Ygout). En effet, atteint par la vocalisation du [l] antéconsonantique, Rolf est rapidement devenu Rouf (Roufs au cas sujet et Rouf au cas régime). D'où par chute du [f] comme dans bœufs (où f est rétabli artificiellement dans la graphie par la suite) : Rous (CS) et par analogie Rou (CR) comme on le constate dans la Chronique des ducs de Normandie de Benoît de Sainte-Maure, Wace par contre, n'utilise que la forme Rou. Selon Adigard des Gautries, Hrólfr résulte de la combinaison et de la contraction de hróð et ulfr, signifiant respectivement « renommée, gloire » et « loup », les formes *Hróðolfr et *Hróolfr étant reconstruites. Une autre option fait de Rolf une forme contractée de Rollef, version modernisée de HróðlæifR, forme reprise par un historien suédois à propos de Rollon.
On trouve aussi une variante à partir du nom équivalent issu du germanique continental latinisé Rodulfus (Rodolphe), et une autre variante latinisée Radulfus (Ralf, Ralph), d'où son autre nom de Raoul, généralement prononcé [ro] en Normandie.
En outre, Rollon est aussi affublé du sobriquet Göngu-Hrólfr dans le Livre de la colonisation (vieux norrois Landnámabók) écrit entre 1100 et 1125 en Islande et Gongurolfr « Rolf le marcheur » dans l'Histoire de Norvège rédigée vers 1200 en Norvège, car la légende raconte qu'aucune monture n'a jamais été capable de porter son imposante stature de plus de deux mètres pour plus de cent quarante kilogrammes. Pour d'autres, cette légende devait montrer Rollon comme un géant puisqu'il était puissant et redoutable. De son côté, Régis Boyer avance que ce surnom fait référence à ses multiples voyages, à son extraordinaire périple (göngu représenterait en fait göngumaðr, à savoir « le vagabond »). Cependant, ce sobriquet de göngu n'a laissé aucune trace dans l'historiographie normande et française souvent antérieure aux écrits islandais et norvégiens, aussi bien chez Dudon de Saint-Quentin et Benoît de Sainte-Maure que chez Orderic Vital et Wace.

## Biographie

### Origine

Le périple de Rollon.

Rollon serait né dans les années 850 ou 860, puisqu'il est un contemporain du roi Harald à la Belle Chevelure. Cependant, ses origines sont incertaines. L'historien Lucien Musset fait remarquer que « le succès de sa dynastie (Rollon est à l'origine de la lignée des ducs de Normandie) a créé autour de lui un halo de légendes ». De plus, les sources qui évoquent ce personnage sont presque toutes tardives.
Les textes les plus anciens, à savoir ceux de tradition normande, en particulier Dudon de Saint-Quentin (début XIe siècle) avec son Histoire des Normands, font de Rollon un « Dace » né en « Dacie », rectifié en Danois et Danemark par Guillaume de Jumièges (XIe siècle). Un temps mis en doute par les historiens, les écrits de Dudon sont aujourd'hui soumis à une relecture moins critique, car il tient ses informations directement des descendants de Rollon, à savoir Richard Sans Peur et son fils Richard II. Cependant, sur ce point, les connaissances géographiques de Dudon sont estimées faibles, et sa volonté de donner des ascendances nobles voire légendaires à Rollon lui fait probablement confondre Daci (descendants des Troyens) et Dani, terme désignant les scandinaves en général, pas seulement les danois.
À la suite de ces deux premiers auteurs, Orderic Vital, Wace et Benoît de Sainte-Maure donnent tous une origine danoise à Rollon. En revanche, les sources danoises contemporaines, dont La geste des Danois de Saxo Grammaticus (XIIe siècle), passent sous silence l'existence de Rollon. Si Dudon n'évoque pas le père de Rollon, Richer de Reims au contraire en fait le fils d'un certain Ketill (Irruperant enim duce Rollone filio Catilli intra Neustriam repentini), il lui donne même un frère, Gurim, possible adaptation du nom scandinave Gorm (vieux norrois Gormr / GórmR).
Des sagas islandaises dès le XIIe siècle le présentent plutôt comme un Norvégien. Il s'agit notamment du Livre de la colonisation qui indique que Göngu-Hrólfr, fils de Rögnvaldr, jarl de Möre dans le centre-ouest de la Norvège, « conquit la Normandie »,. On trouve cependant des détails dans la saga des Orcadiens qui évoque la femme de ce Rögnvaldr, une certaine Ragnhildr, fille de Hrólfr nefja,. Les ruines de son château se trouveraient dans la banlieue sud d'Ålesund. Comme beaucoup d'autres Scandinaves, il est finalement contraint à quitter son pays et à parcourir les mers. La Heimskringla, plus précisément la saga de Harald à la belle chevelure, rédigée par Snorri Sturluson, raconte qu'il est banni de Norvège par le roi Harald Ier de Norvège surnommé à la belle chevelure pour s'être livré à des actes de pillage dans le pays.
Selon toute vraisemblance, il prend la tête d'une bande de Vikings, essentiellement des Danois et quelques Norvégiens, s'attaque principalement aux côtes de la mer du Nord et de la Manche. Dudon de Saint-Quentin, historien du début du XIe siècle, ajoute plusieurs détails, invérifiables : après son bannissement de Norvège, Rollon trouve refuge auprès du roi anglo-saxon Alstelmus. Ce dernier lui confie une petite troupe d'Angles, et le Viking part ainsi avec sa bande anglo-scandinave ravager la Frise et le littoral de l'Austrasie, à l'embouchure du Rhin et de l'Escaut[réf. souhaitée].
Dudon de Saint-Quentin place l'arrivée de Rollon dans le royaume franc en 876, année d'une importante incursion viking sur la Seine. Là encore, aucune preuve ne permet de vérifier cette affirmation. Aujourd'hui, plusieurs historiens, comme Jean Renaud ou Lucien Musset avant lui, doutent de l'exactitude de cette date, et proposent une datation plus tardive (890-905). Pierre Bouet pense que Rollon était présent en Neustrie « bien avant 910 », car cela est nécessaire à son excellente connaissance des coutumes Franques, et pour nouer des relations étroites avec les familles aristocratiques, de manière à devenir un « interlocuteur obligatoire » en 910.

### L'installation de Rollon en Neustrie

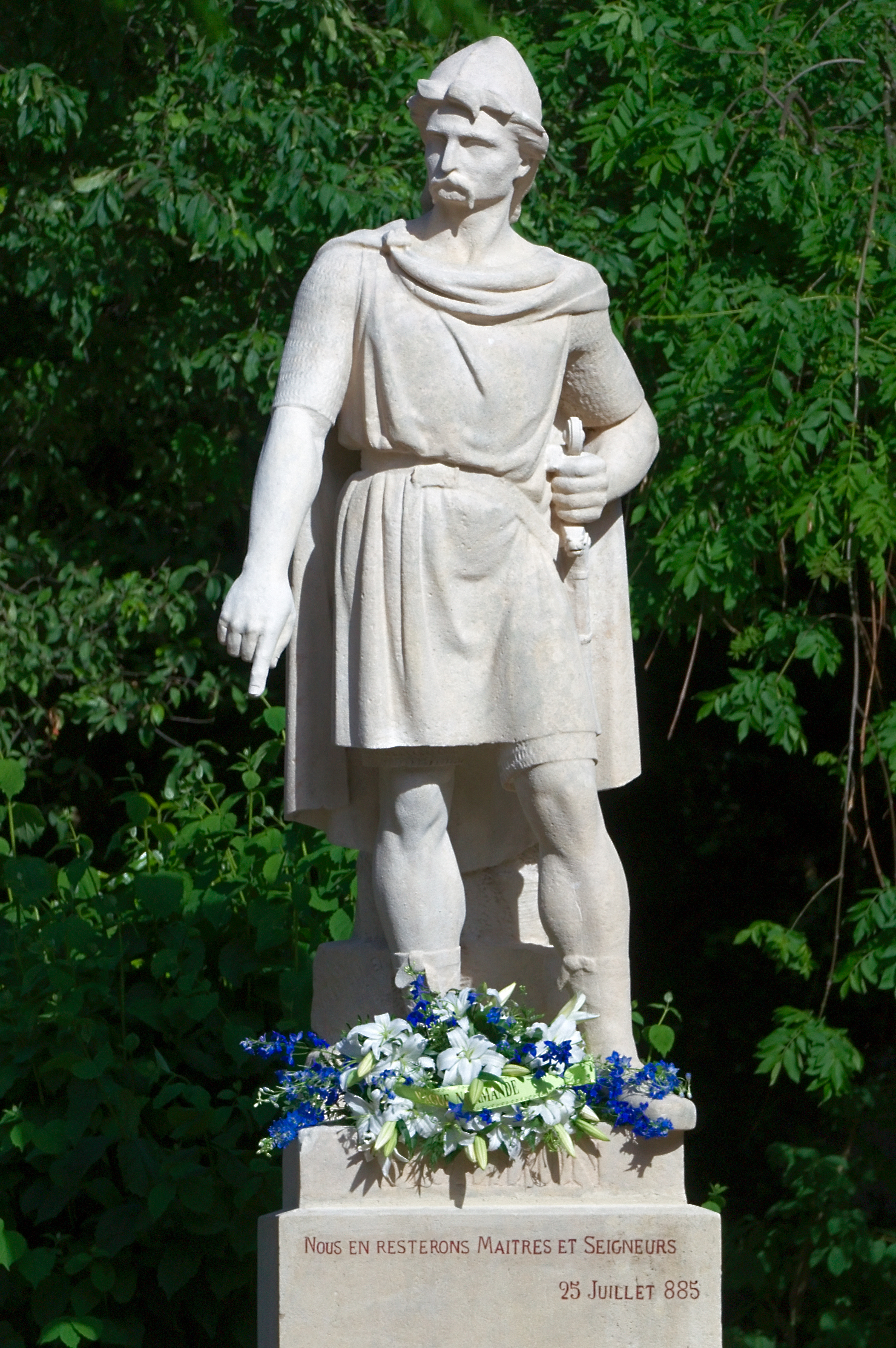
Statue de Rollon, à Rouen, par Arsène Letellier (jardins de l'Hôtel de Ville) qui a subi des dégradations à plusieurs reprises (index amputé, socle tagué, épée brisée).

#### Premiers contacts avec la Neustrie
En tous cas, quelle que soit la date, Rollon aborde la Francia par la Seine. Il y découvre la Neustrie, pillée régulièrement depuis 841 par les vikings. Sa bande s'installe à l'embouchure du fleuve et de là, lance différents raids dans le royaume franc. Notre principale source, Dudon de Saint-Quentin, rapporte que Rollon participe au siège de Paris entre 885-887, défendu victorieusement par Eudes de France qui réussit à contre-attaquer,,.
Pendant le siège, Rollon part pour Bayeux vers 886. Battu par le roi breton Alain le Grand, il se serait replié pour hiverner à Noyon. Mais il revient à Bayeux un an plus tard, et cette fois ci s'empare de la ville et la détruit complètement. C'est à cette occasion qu'il capture Poppa de Bayeux qui devient sa concubine, puis sa femme more danico. De cette union naitra la lignée des Ducs de Normandie, commençant avec Guillaume Ier de Normandie. 
L'historien Pierre Bauduin défend la thèse d'une installation précoce de Rollon en Normandie, installation suffisamment longue pour que le chef viking noue des contacts avec les représentants du pouvoir carolingien et de l'Église. Rollon développe sûrement des alliances avec les autorités en place, de telle manière qu'au début des années 910, il est un chef viking de premier ordre[réf. souhaitée].

#### Le traité de Saint-Clair-sur-Epte (911)

Le duché de Normandie entre 911 et 1050.

Après 886/890, Rollon quitte la Neustrie probablement pour la Grande-Bretagne. C'est outremer que naît son fils Guillaume Longue-Épée. Il revient vers 898 (ou en 905) et conclut avec l'archevêque de Rouen le « pacte de Jumièges » afin d'épargner la ville de Rouen. À l'été 911, il attaque Paris mais échoue. L'armée de Rollon assiège alors Chartres mais elle est défaite le 20 juillet 911. Robert Ier participe à la bataille qui libère Chartres, défendue par son évêque Jousseaume, du siège normand. Avec l'aide du marquis de Bourgogne Richard et d'Ebles comte de Poitiers, les Normands sont sévèrement battus, ce qui permet au roi de négocier avec Rollon la sédentarisation des Normands autour de Rouen,; la légende prétend que Gancelme, évêque de la ville, aurait fait partir Rollon en brandissant le voile de la Vierge Marie. Il faut surtout y voir l'intervention conjointe des grands aristocrates du royaume : Robert, duc des Francs et marquis de Neustrie ; Richard le Justicier, duc de Bourgogne et Manassès, comte de Dijon.
C'est le moment que choisit le roi carolingien Charles le Simple pour négocier avec le puissant chef scandinave. Francon, archevêque de Rouen, ou peut-être son prédécesseur Gui, est envoyé en ambassade. Il propose la cession du territoire compris entre l'Andelle et la mer, mais Rollon doit en contrepartie se convertir. Robert approuve le traité et se propose comme parrain de Rollon. Les négociations aboutissent au traité de Saint-Clair-sur-Epte en 911. Ses clauses ne nous sont connues que par le récit de Dudon de Saint-Quentin. Le roi cède à Rollon une partie de la Neustrie, une terre allant de l'Epte à la mer, base du futur duché de Normandie. En échange, Rollon s'engage à bloquer les incursions vikings menaçant le royaume franc. Il se fait baptiser en 912 en la cathédrale de Rouen sous le nom de Robert, du nom du duc Robert, son parrain de baptême et ancêtre des futurs rois capétiens.

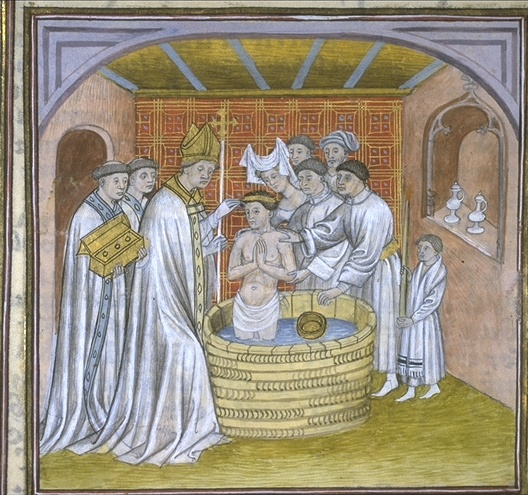
Baptême de Rollon par l'archevêque de Rouen.

Considéré par les historiens comme le premier duc de Normandie et le fondateur du duché normand, il ne porte pourtant pas le titre de duc de Normandie mais seulement celui de jarl des Normands, l'équivalent du français comte. Aussi les textes latins le qualifient-ils très souvent de princeps, autrement dit de prince[réf. nécessaire]. Il hérite aussi de la charge carolingienne de comes Rothomagensis, comte de Rouen ou de marchiones, marquis, titre de celui qui défendait la Seine contre les incursions vikings.

#### Gouvernement de Rollon
Il restaure la paix et la sécurité en Normandie. Une légende raconte que Rollon suspendit pendant trois ans un anneau d'or à un arbre de la forêt de Roumare sans que personne n'osât le voler. À Heuland, il existe une croix appelée Croix de Rollon à laquelle on prétend qu'il accrochait des joyaux et des bracelets d'or pour prouver qu'il n'y avait aucun voleur en son duché, par ailleurs cette histoire est aussi narrée près de Rouen, où elle se déroule dans la forêt de Roumare, peut-être en raison de l'étymologie Rou-mare (Rolmara 1035-40) « la mare de Rou », c'est-à-dire « de Rollon ». Une légende semblable est rapportée par Snorri Sturluson dans l'Edda au septième chapitre de l’Art poétique (Skáldskaparmál) à propos du roi du Danemark Frodi (Fróði) qui institua la « paix de Frodi » (Fróðafriðr) : il n'y avait alors ni voleur ni pillard, de sorte qu'un anneau d'or resta longtemps sur les hauteurs de Jalangr (peut-être Jelling, Jutland, Danemark).
Sur le plan religieux, le jarl s'appuie sur l'archevêque de Rouen pour relancer l'Église séculière et rétablir la vie monastique. Les moines de Saint-Ouen de Rouen osent revenir avec leurs reliques. La normalisation sur le plan religieux en reste toutefois à ses prémices.
Rollon bouleverse-t-il le gouvernement de la région par rapport à ses prédécesseurs carolingiens ? S'inspire-t-il par exemple des institutions scandinaves pour réformer son nouvel État ? Les sources à notre disposition ne permettent pas de répondre. Il faut attendre les successeurs de Rollon pour comprendre l'administration du jeune duché.

#### Chef viking ou prince chrétien?

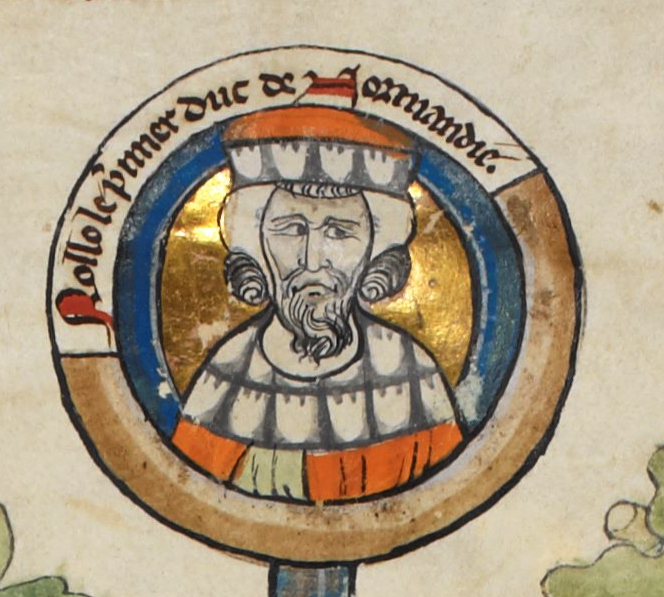
Rollon représenté dans une généalogie des ducs de Normandie.
Détail d'une enluminure conservée à la British Library, XIIIe siècle.

L'installation de Rollon à Rouen (Rúðuborg) n'inaugure pas la colonisation scandinave dans l'actuelle Normandie. Elle la renforce. En effet, selon Jean Renaud, des Danois s'étaient déjà installés à l'embouchure de la Seine, sans compter une arrivée régulière et indépendante de ces nordiques sur les côtes du Cotentin.
Rollon partage la terre « entre ses chevaliers et des étrangers » précise Guillaume de Jumièges. Au vu de la toponymie, les colons s'établissent près des côtes et en Basse-Seine. Le pays dans lequel s'installent les colons a été en partie déserté par la population locale qui s'est repliée dans des bourgades de l'intérieur et sur des terres éloignées du fleuve et de l'océan.
Après le traité de Saint-Clair-sur-Epte, Rollon poursuit ses expéditions de pillage ou ses tentatives plus ou moins réussies d'extension territoriale. Il fait également preuve de sévérité à l'égard des hommes du roi, comme le souligne Dudon de Saint-Quentin. L'anecdote qui suit est décrite comme étant légendaire par les historiens, mais elle marque le rejet de toute ingérence royale dans les affaires de Rouen. Donc, en 922, deux chevaliers sont envoyés par Charles le Simple afin de s'assurer de la sécurité de sa fille Gisèle, qu'il avait promise comme épouse au jarl des Normands. Ces deux chevaliers ne sont pas présentés à Rollon, et circulent sans autorisation dans le comté. Lorsque celui-ci apprend leur existence, il les fait capturer, et les amène sur la place du Vieux-Marché de Rouen pour les décapiter aux yeux de tous. Cet épisode représente pour Dudon de Saint-Quentin et Guillaume de Jumièges le début de la dégradation des rapports entre le comte et le roi Charles.
Lors de la déposition momentanée de Charles le Simple, les Normands de Rouen lui restent fidèles. Conformément aux clauses du traité, aucune flotte scandinave ne remonte la Seine pour piller le royaume franc. Mais les annales nous précisent qu'en 923, Rollon et ses hommes trahirent leur serment de 911. Selon Flodoard, Ragenold, chef des Vikings de la Loire, convainc « ses compatriotes de Rouen » de mener une entreprise de pillage jusqu'à Beauvais, ce qu'ils firent. Dès 912, Rollon abjure le paganisme nordique.
Le chroniqueur insiste sur le nombre de captifs francs, mille au total, ce qui justifia la réaction de 924 du comte Herbert II de Vermandois et du roi Raoul, mandé par Hugues le Grand, fils du roi Robert Ier, le prédécesseur de Raoul. Ces deux personnages menèrent une expédition punitive sur le comté de Normandie. Rollon réagit à cet affront en poussant son armée cette fois-ci bien au-delà de l'Oise. Pour trouver une issue favorable, la diplomatie prit à ce moment-là toute son importance, et ce furent les ambassadeurs normands qui eurent le dernier mot, puisque le roi fut contraint de payer un tribut aux Normands. Rollon reçut également en réparation les régions du Bessin, qu'il confie à Bothon, et de l'Hiémois. Il ne faut pas oublier que la population continuait de payer le danegeld au comte, et ce jusqu'en 926. D'après les Annales de Flodoard, chanoine de Reims, en 924, le jarl des Normands obtint du pouvoir carolingien Cinomannis et Baiocae (Le Mans et Bayeux), c'est-à-dire le Maine et le Bessin. Lucien Musset juge improbable la concession de tout le comté et propose plutôt de parler de la région de l'Hiémois.
En 925, Flodoard retrace dans ses chroniques le parcours de Rollon sur les terres franques, qui rompit du même coup la paix de 924. Avec son armée, il prit position dans le comté de Flandre ; les villes de Beauvais, d'Amiens, d'Arras et enfin de Noyon furent tour à tour pillées et incendiées. Face à cette incursion, le comte Herbert et le roi Raoul allièrent de nouveau leurs forces pour piller le comté de Normandie. L'armée de Rollon les repoussa, mais le comte dut faire face à une révolte des gens du Bessin, qui refusaient certainement la nouvelle tutelle comtale.
La répression franque ne s'arrêta pas pour autant, puisqu'un second assaut se prépara contre la jeune Normandie. Arnoul Ier de Flandre s'empara de Bresles, et dirigea l'ensemble de ses forces sur la forteresse normande d'Eu. Rollon y envoya des renforts, que Flodoard estime à mille hommes. Mais quel que fût leur nombre, les Francs eurent raison de la forteresse, qui tomba sous leur contrôle, et finit par être brûlée avec ses occupants. C'est grâce à l'intervention de Hugues le Grand que les hostilités cessèrent. Les Normands acceptèrent les termes de l'accord et rendirent les terres qu'ils venaient fraîchement de conquérir. Les fils de Baudouin II le Chauve, Arnoul Ier de Flandre et Adalolphe de Boulogne, reprirent leurs possessions. Raoul de Gouy et Helgaud de Ponthieu en firent autant. Cette défaite normande ne fut pas cuisante puisque le comté de Normandie ne fut amputé d'aucune concession territoriale.
Ces affrontements au niveau de la Picardie se placent dans un contexte d'effondrement du pouvoir royal dans cette région (le carolingien Charles le Simple est renversé par Raoul). La Picardie devenait à partir des années 920 « le terrain où se heurtaient les appétits des principaux dirigeants de la France du Nord » (jarl des Normands, comte de Flandre, duc des Francs et comte de Vermandois). Avec pour enjeu principal : le contrôle des contrées littorales du pays. D'où des conflits autour des forteresses d'Eu et de Montreuil.

### La fin incertaine de Rollon

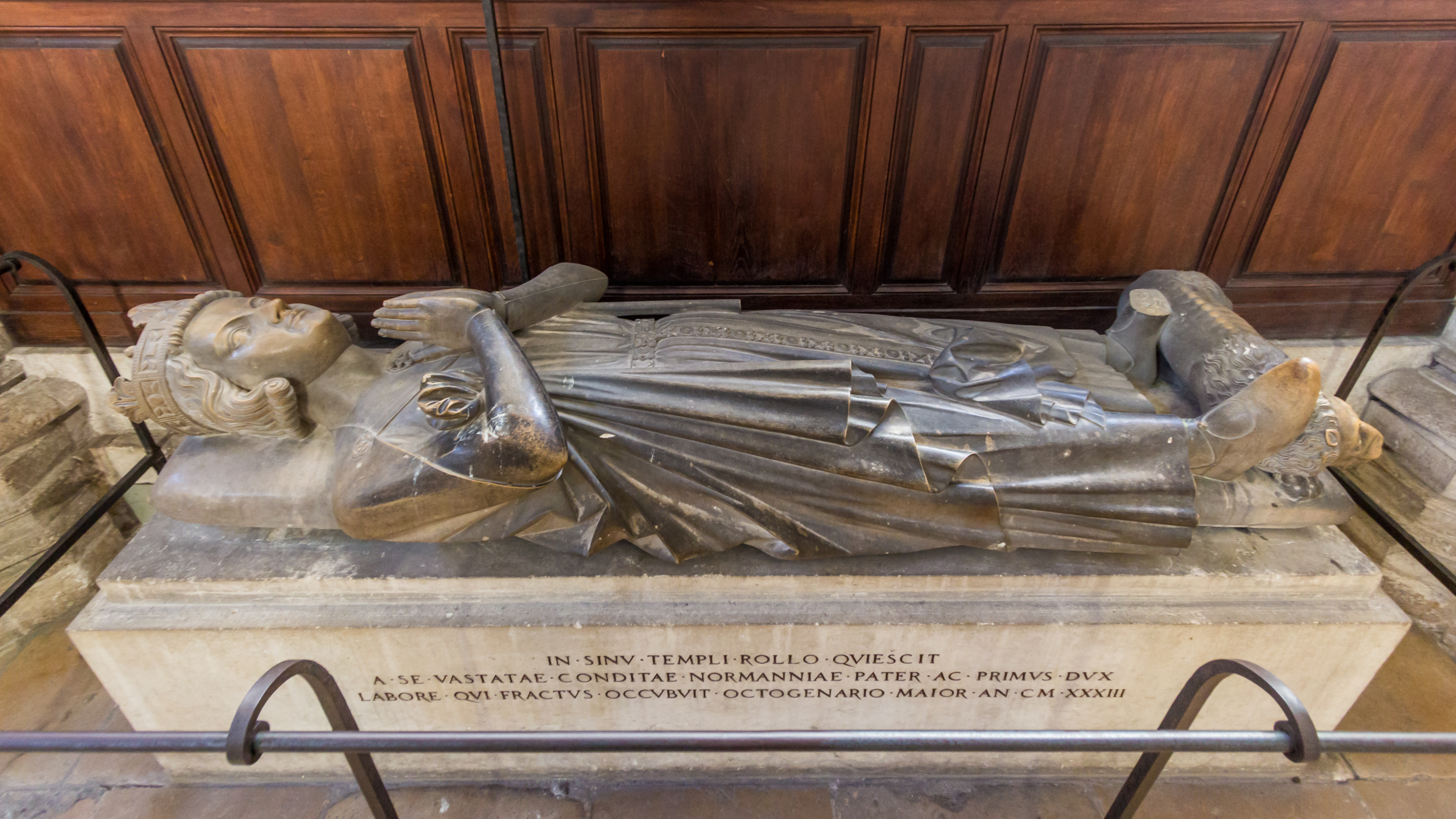
Gisant de Rollon (Rollo, en latin), dans la cathédrale de Rouen.

La date et les circonstances du décès du premier jarl des Normands restent incertaines. D'après Richer de Reims, Rollon le Marcheur meurt en 925, lors du siège du château d'Eu, conduit par Herbert II de Vermandois et Arnoul, comte de Flandre. C'est en effet possible, puisqu'en 927, on voit son fils Guillaume Longue-Épée prêter serment de fidélité pour les Normands. Toutefois, Flodoard, dans un passage ambigu, sous-entend que Rollon vivait encore en 928. Surtout, selon Dudon de Saint-Quentin, le premier jarl n'aurait pas été tué : il aurait abdiqué en faveur de son fils, et vécut ensuite cinq ans encore. L'historiographie actuelle reprend généralement ce récit, et place la mort de Rollon vers 932-933. Par contre, l'historien anglais David Douglas ne croit pas à cette période de transition, et croit plutôt à une date de décès autour de 925-927.
Selon Adémar de Chabannes, Rollon aurait pratiqué des sacrifices humains en l'honneur des dieux païens peu de temps avant sa mort, en 932-933, tout en faisant des dons aux églises normandes. Cette anecdote est douteuse.
Selon le père Anselme, il est inhumé dans la cathédrale de Rouen, puis sa dépouille est transférée à l'abbaye de Fécamp dans la seconde moitié du Xe siècle, sous le principat de Richard Sans-Peur, son petit-fils.
Le gisant de Rollon, situé dans le déambulatoire sud de la cathédrale, est une copie du XIXe siècle du gisant d'Henri le Jeune. Il a été installé à son emplacement actuel en 1956. Jusqu'en 1944, le gisant de Rollon était placé dans la chapelle du petit Saint-Romain (collatéral sud). Proche stylistiquement du gisant de son fils, il devait dater de la même période, troisième quart du XIVe siècle, mais l'original a été détruit.
Sur le socle, se trouve une épitaphe :
« IN.SINU.TEMPLI.ROLLO.QUIESCIT
A.SE.VASTATAE.CONDITAE.NORMANNIAE.PATER.AC.PRIMUS.DUX
LABORE.QUI.FRACTUS.OCCUBUIT.OCTOGENARIO.MAIOR.AN.CM.XXXIII »
(Traduction : Au sein de ce temple, repose Rollon,
père et premier duc de la Normandie, dévastée et relevée par lui.
À bout de force de ce labeur, il succomba en 933, âgé de plus de 80 ans.)

## Généalogie

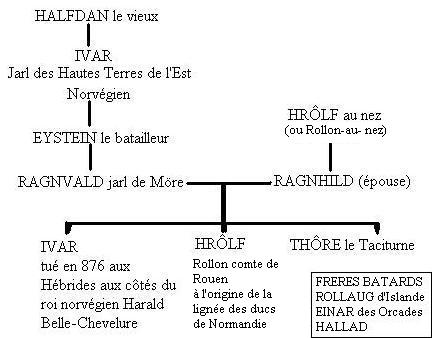
Ascendance possible de Rollon.

En ce qui concerne l'ascendance de Rollon, les sources nordiques sont plus prolixes que les sources normandes. Le Landnámabók, ou livre de partages des terres en Islande, permet de construire l'arbre généalogique de droite.
Si l'on suit le récit de Dudon de Saint-Quentin, Rollon a eu un frère, Gurim, qui trouva la mort dans une bataille contre le roi des Danois ; ce, avant que Rollon quittât son pays natal.
L'une de ses frilla (épouse à la manière danoise) les plus connues fut Poppa († v. 910), fille du comte franc Bérenger de Bayeux,. Au XIIe siècle, l'historien Orderic Vital a écrit que Bérenger II de Neustrie fut tué par Rollon lors de la prise de la ville par les Vikings.

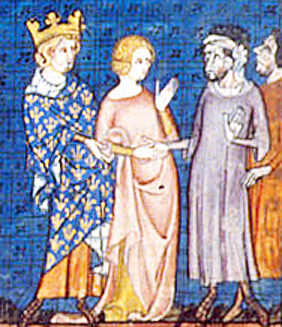
Charles le Simple donne sa fille Gisèle à Rollon.

Après son baptême chrétien, Rollon aurait reçu une épouse officielle, Gisèla de France, fille du roi Charles le Simple, princesse carolingienne âgée au plus de quatre ans, mais cela n'est confirmé par aucun document contemporain. Il assure de son vivant sa lignée dynastique, les Rollonides, en faisant reconnaître son fils comme son successeur légitime.
Son fils Guillaume lui succède aux environs de 927. Sa fille Gerloc devient plus tard l'épouse de Guillaume Tête-d'Étoupe, comte de Poitiers et duc d'Aquitaine.
Sa petite-fille Adélaïde d'Aquitaine épousa vers 968 Hugues Capet, le fondateur de la dynastie capétienne, et devint reine des Francs en 987.

## Rollon dans les représentations modernes
- Vikings, la série télévisée canado-irlandaise, où il est interprété par Clive Standen. Dans la série, Rollo est le frère de Ragnar Lodbrok, qu'il trahit après le pillage de Paris en devenant Franc, théorie qui n'est validée par aucun travail historique sérieux.
- 911-2011, une aventure humaine, docu-fiction français sorti en 2011 à l'occasion de l'anniversaire du traité de Saint-Clair-sur-Epte.
- Vikings, Rois des Mers, scénario de Jean-François Miniac, dessin de Andrea Rosetto, couleur de Alessandra Baccaglini, dossier pédagogique d'Elisabeth Ridel, OREP, octobre 2020  (ISBN 978-2-8151-0520-0). Rollon est largement représenté dans cette BD sur les Vikings en Neustrie.
- Rollon, sur les traces du premier Normand, réalisé par Alban Vian est un docu-fiction sorti en 2021 sur l'histoire du fondateur de la Normandie.

## Voir aussi

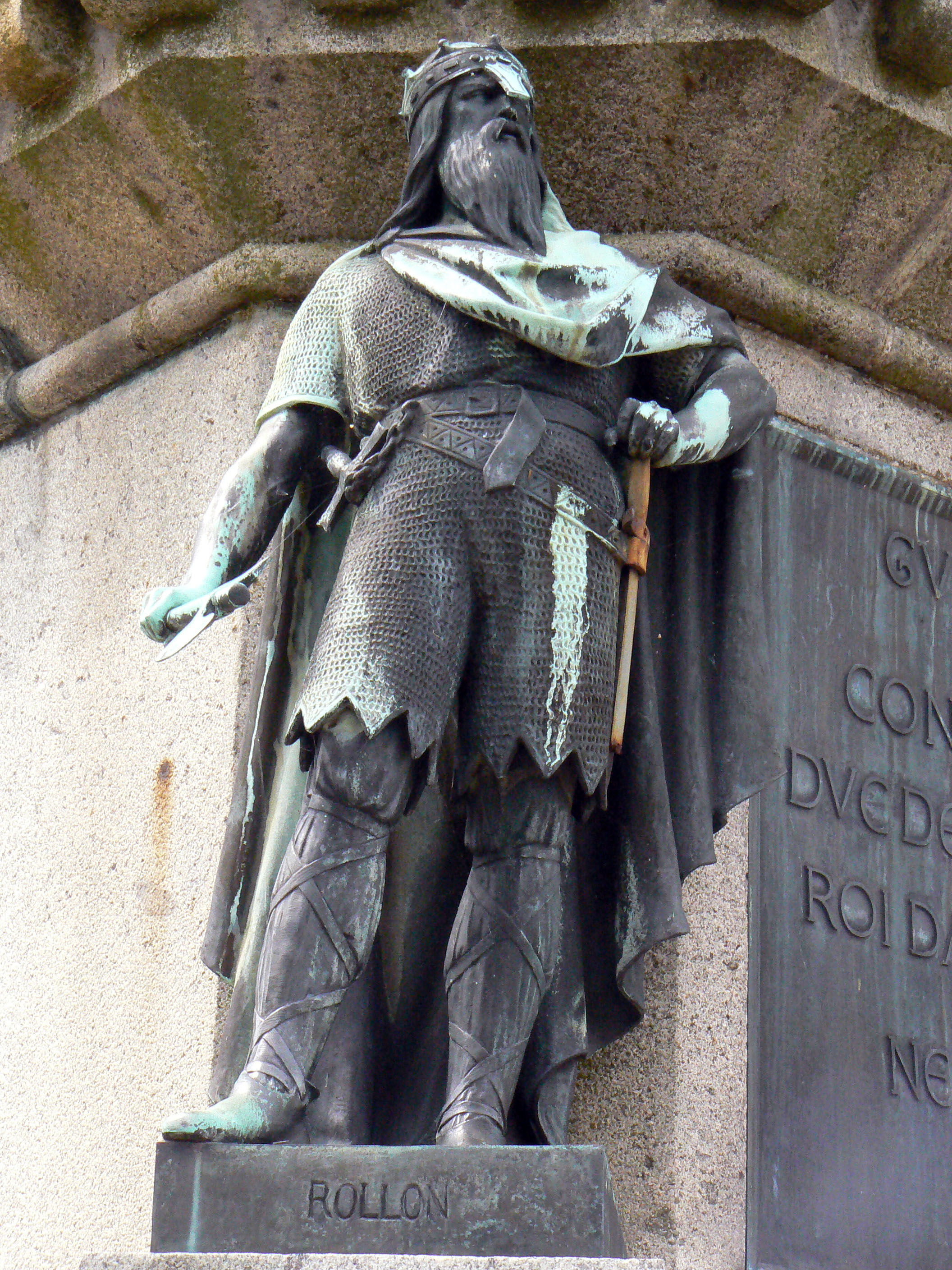
Statue de Rollon, sur le socle de celle du Conquérant, à Falaise (Calvados).

### Sources primaires
- Dudon de Saint-Quentin, De Moribus et actis primorum Normanniae ducum, v. 1020, éd. J. Lair, in Mémoires de la Société des Antiquaires de Normandie, tome XXIII, Caen, 1865.
- Flodoard, Annales, 918-966.
- Guillaume de Jumièges, Gesta Normannorum ducum, v.1071-1072, Oxford, éd. Van Houts, 2 vol., 1992-1995.

#### Bases de données et dictionnaires
- Ressource relative aux beaux-arts :   - British Museum
- Notices dans des dictionnaires ou encyclopédies généralistes :   - Britannica
  - Dansk biografisk leksikon
  - Den Store Danske Encyklopædi
  - Dizionario di Storia
  - Enciclopedia De Agostini
  - Gran Enciclopèdia Catalana
  - Internetowa encyklopedia PWN
  - Nationalencyklopedin
  - Norsk biografisk leksikon
  - Store norske leksikon
- Notices d'autorité :   - VIAF
  - LCCN
  - GND